# Caradoc
| Systeem                                                                                    | Serie (ICS) | Etage (ICS) | Serie (Brits) | Ouderdom (Ma) |
| ------------------------------------------------------------------------------------------ | ----------- | ----------- | ------------- | ------------- |
| Siluur                                                                                     | Llandovery  | Rhuddanien  | Llandovery    | jonger        |
| Ordovicium                                                                                 | Boven       | Hirnantien  | Ashgill       | 443,4–445,2   |
| Ordovicium                                                                                 | Boven       | Katien      | Ashgill       | 445,2–453,0   |
| Ordovicium                                                                                 | Boven       | Katien      | Caradoc       | 445,2–453,0   |
| Ordovicium                                                                                 | Boven       | Sandbien    | 453,0–458,4   |               |
| Ordovicium                                                                                 | Boven       | Sandbien    | 453,0–458,4   | Llandeilo     |
| Ordovicium                                                                                 | Middel      | Darriwilien | 458,4–467,3   |               |
| Ordovicium                                                                                 | Middel      | Darriwilien | 458,4–467,3   | Llanvirn      |
| Ordovicium                                                                                 | Middel      | Darriwilien | 458,4–467,3   | Arenig        |
| Ordovicium                                                                                 | Middel      | Dapingien   | 467,3–470,0   |               |
| Ordovicium                                                                                 | Onder       | Floien      | 470,0–477,7   |               |
| Ordovicium                                                                                 | Onder       | Tremadocien | Tremadoc      | 477,7–485,4   |
| Cambrium                                                                                   | Furongien   | 10e etage   | Merioneth     | ouder         |
| Vergelijking van de oude (Britse, inofficiële) en officiële indelingen van het Ordovicium. |             |             |               |               |

Het Caradoc (ook wel Caradocien of Caradociaan) is in oudere geologische tijdschalen een tijdvak in het Ordovicium. Het wordt in de stratigrafie van de Britse Eilanden (en de rest van Europa) gezien als een serie. Het Caradoc valt in de officiële geologische tijdschaal van de International Commission on Stratigraphy samen met het laatste deel van de tijdsnede Sandbien en het vroegste deel van de tijdsnede Katien uit het tijdvak Laat-Ordovicium. In de Britse indeling van het Ordovicium volgt het op het Llandeilo en wordt het gevolgd door het Ashgill.
De Britse chronostratigrafische indeling van het Ordovicium werd ook buiten de Britse Eilanden gebruikt, onder andere in de Ardennen. De bedoeling is dat de Britse indeling langzaamaan vervangen gaat worden door de internationale. De naam Caradoc zal daarom geleidelijk minder gebruikt gaan worden.